# 吳世剛
吳世剛（1961年12月24日—），韓國電視劇導演。

## 作品列表

### 執導
- 1993年：SBS《愛的條件》
- 1995年：SBS《天長地久》
- 1996年：SBS《男子大探險》
- 1998年：SBS《7人的新娘》
- 1999年：SBS《那女人的選擇》
- 2000年：SBS《女人萬歲》
- 2002年：SBS《正在戀愛中》
- 2003年：SBS《女子萬歲》
- 2006年：SBS《遊戲女王》
- 2008年：SBS《妻子的誘惑》
- 2015年：SBS《我的心一閃一閃》
- 2018年：SBS《善良魔女傳》

### 製作作品
- 2004年：MBC《玫瑰戰爭》
- 2005年：SBS《我的愛Toram》
- 2009年：SBS《天使的誘惑》
- 2010年：SBS《婦產科》
- 2010年：SBS《奇蹟的愛》
- 2010年：SBS《不懂女人》
- 2010年：SBS《Giant》
- 2010年：SBS《醫生冠軍》
- 2010年：SBS《微笑，媽媽》
- 2011年：SBS《秘密花園》
- 2011年：SBS《新妓生傳》
- 2011年：SBS《加油！歐巴桑》
- 2011年：SBS《要帥氣的生活》

### 企劃作品
- 2009年：SBS《耶誕節會下雪嗎》

## 外部連結
- NAVER